# 鳥取地方気象台
鳥取地方気象台（とっとりちほうきしょうだい）は、鳥取県鳥取市にある地方気象台。大阪管区気象台の管轄である。

## 所在地

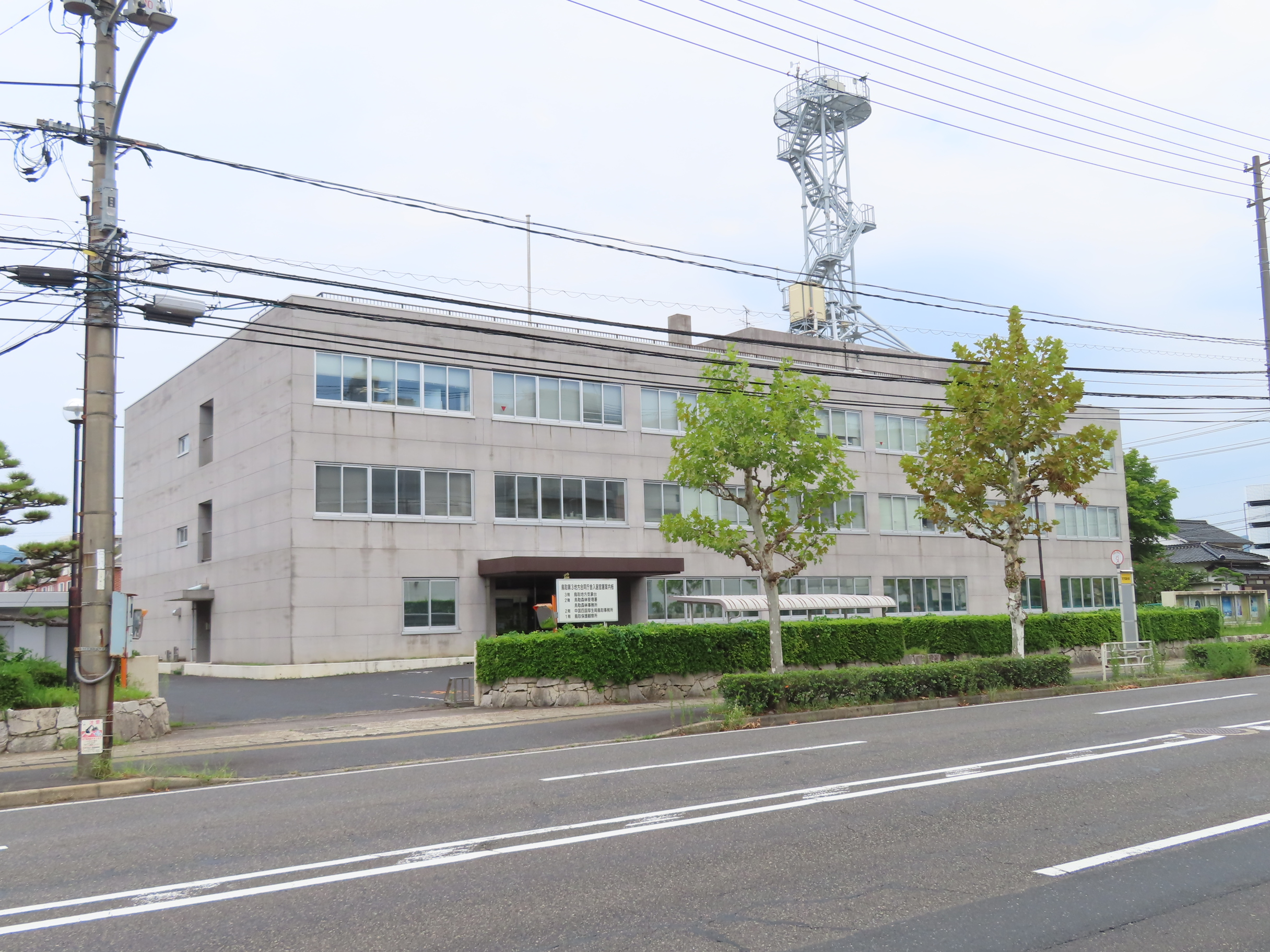
鳥取第3地方合同庁舎

〒680-0842:鳥取県鳥取市吉方109番地 (鳥取第3地方合同庁舎3階)

## 沿革
- 1942年(昭和17年)3月30日 - 鳥取測候所（現：鳥取市湖山町）の設置[2]。
- 1943年(昭和18年)1月1日 - 気象観測の開始[2]。
- 1943年(昭和18年)9月10日 - 鳥取地震発生による庁舎等の被害[2]。
- 1944年(昭和19年)6月30日 - 地震計による地震観測の開始[2]。
- 1945年(昭和20年)8月22日 - 天気予報の発表開始[2]。
- 1957年(昭和32年)9月1日 - 鳥取地方気象台に昇格[2]。
- 1977年(昭和52年)11月1日 - 鳥取市吉方（第3合同庁舎）に移転し業務開始[2]。
- 2003年(平成15年)3月12日 - 鳥取市にウィンドプロファイラを設置[2]。

## 天気予報区分
鳥取県東部
- 鳥取 - 鳥取市（八頭地区の区域を除く）および岩美郡岩美町
- 八頭 - 鳥取市（河原町・用瀬町・佐治町）・八頭郡（若桜町・智頭町・八頭町）

鳥取県中・西部
- 倉吉 - 倉吉市・東伯郡（三朝町・湯梨浜町・琴浦町・北栄町）
- 米子 - 米子市・境港市・西伯郡（日吉津村・大山町・南部町・伯耆町）
- 日野 - 日野郡（日南町・日野町・江府町）